# Gloster Infokommunikációs Nyrt.
A Gloster Infokommunikációs Nyrt. egy 2003-ban alapított, nagytarcsai székhelyű informatikai vállalat. A cég részvényeit a Budapesti Értéktőzsde BÉT Xtend kategóriájában jegyzik.

## Tevékenység
A cég többféle informatikai tevékenységet végez, melyeket a 2023. júniusi tájékoztatás szerint az alábbi üzletágakba szervezett:
- Rendszerintegrációs üzletág (korábban Networking, Kibervédelem és Intelligens Épületek)
- Felhő üzletág
- Nemzetközi szoftverfejlesztési üzletág

## Pénzügyi eredmények

### Pénzügyi eredmények 2014-2022
| Év    | Árbevétel | Árbevétel   | Árbevétel | Árbevétel   | EBITDA   | EBITDA      | EBITDA   | EBITDA      |
|       | Félévkor  | Vált. év/év | Év végén  | Vált. év/év | Félévkor | Vált. év/év | Év végén | Vált. év/év |
| ----- | --------- | ----------- | --------- | ----------- | -------- | ----------- | -------- | ----------- |
| 2014  |           |             | 403       |             |          |             | 77       |             |
| 2015  |           |             | 404       | 0,25%       |          |             | 88       | 14%         |
| 2016  |           |             | 632       | 56%         |          |             | 199      | 126%        |
| 2017  |           |             | 1.076     | 70%         |          |             | 276      | 39%         |
| 2018  |           |             | 1.531     | 42%         |          |             | 322      | 17%         |
| 2019  | 977       |             | 1.745     | 14%         | 53       |             | 289      | -10%        |
| 2020* | 1.094     | 12%         | 2.311     | 32%         | 61       | 15%         | 430      | 25%         |
| 2021* | 1.759     | 61%         | 5.004     | 117%        | 154      | 154%        | 790      | 84%         |
| 2022* | 2.613     | 49%         | 6.349     | 27%         | 301      | 95%         | 940      | 19%         |

Minden adat millió forintban.
*konszolidált adatok

#### Cash Flow (2018-2021)
|                | 2018     | 2019     | 2020 konszolidált | 2021 konszolidált | 2022 konszolidált |
| -------------- | -------- | -------- | ----------------- | ----------------- | ----------------- |
| Működési       | 167 646  | 9 338    | 49 208            | 132 904           | -400 517          |
| Befektetési    | -324 150 | -169 454 | -437 268          | -1 134 617        | -1 759 661        |
| Finanszírozási | 142 880  | 174 029  | 1 102 042         | 1 057 293         | 1 546 631         |
| Összesen       | -13 624  | 13 913   | 713 982           | 55 580            | -616 547          |

Minden adat ezer forintban.

### Nyitott rendelésállomány (2020-)
A Gloster rendszeresen közzéteszi nyitott rendelésállományát, melyet az alábbi táblázat tartalmaz:
| Negyedév | Év   | Nyitott rendelés állomány | Változás % |
| -------- | ---- | ------------------------- | ---------- |
| Q1       | 2020 | 50                        |            |
| Q1       | 2021 | 90                        | 80%        |
| Q1       | 2022 | 823                       | 814%       |
| Q1       | 2023 | 1320                      | 60%        |
| Q1       | 2024 |                           |            |
| Q2       | 2020 | 120                       |            |
| Q2       | 2021 | 594                       | 395%       |
| Q2       | 2022 | 1100                      | 85%        |
| Q2       | 2023 | 1410                      | 28%        |
| Q3       | 2020 | 130                       |            |
| Q3       | 2021 | 710                       | 446%       |
| Q3       | 2022 | 1.302                     | 84%        |
| Q4       | 2020 | 72                        |            |
| Q4       | 2021 | 670                       | 831%       |
| Q4       | 2022 | 1530                      | 128%       |

Minden adat millió forintban. A nyitott rendelések negyedéves állománya a már csoport szinten az adott évben leszerződött, nem teljesített, de még az adott évben biztosan teljesülő megrendelések az adott negyedév végéig nyilvántartott összegét mutatja. A folyamatos teljesítésű szolgáltatásokat a kimutatás nem tartalmazza. A riportban szereplő negyedévek alatt a naptári negyedévek naptári negyedéveket jelentenek. Nem auditált, nem konszolidált adatokat tett közzé a Gloster.

#### Nyitott rendelésállomány grafikon (2020-)
A grafikon x tengelyén a 20201 jelentése 2020 első negyedév és így tovább. A grafikon y tengelyén található adatok millió forintban vannak.

## Leányvállalatok
A Gloster összes eddigi akvizíciói:
| Jelenlegi neve                | Korábbi neve                  | Akvizíció dátuma | Részesedés | Bejelentés linkje |
| ----------------------------- | ----------------------------- | ---------------- | ---------- | --- |
| Gloster Networks Kft.         | Euroway Networking Kft.       | 2019. január     | 100%       | Akvizícióval erősíti piaci jelenlétét a Gloster |
| Gloster IT Security Kft.      | TMSI Szoftveriroda Kft.       | 2019. november   | 100%       | IT biztonsági céget akvirált a tőzsdére készülő Gloster |
| Cableline Technologies Kft.   |                               | 2020. január     | 100%       | |
| Gloster Telekom Kft.          | Macrogate IP systems Kft.     | 2020. október    | 100%       | Távközlési céget vett a Gloster |
| Gloster Cloud Zrt.            | Kingsol Zrt.                  | 2021. május      | 75%        | Microsoft Gold partnercéget vásárolt a Gloster |
| MINERO IT HUNGARY Kft.        |                               | 2021. október    | 51%        | Német piacra szolgáltató autóipari szoftverfejlesztőt vett a Gloster |
| FF Next Technologies Kft.     | Family Finanaces Kft.         | 2022.május       | 54,7%      | Nagy felvásárlás a fintech piacon – huszonéves testvérpár startupját vette meg a tőzsdei cég Archiválva 2022. május 31-i dátummal a Wayback Machine-benNemzetközi piacon jelen lévő fintech céget vett a Gloster |
| Gloster GmbH.                 | G-plus Consulting GmbH.       | 2022.december    | 51%        | Megvan a Gloster első külföldi akvizíciója Nagy üzlet: Németországban terjeszkedik a magyar IT-cég |
| Gloster-Lanoga Kft.           | Lanoga Kft.                   | 2022.december    | 60%        | Egészségügyi szoftverfejlesztő céget vett a Gloster |
| Gloster-P92 IT Solutions Kft. | P92 IT Solutions Hungary Kft. | 2022.június      | 51%        | A New York-i Sony Music szoftverbeszállítójával bővül a Gloster Csoport |

## Részvényadatok
A társaság működési formája: Nyilvánosan Működő Részvénytársaság
A társaság cégjegyzékszáma: 13-10-042012
A részvények ISIN azonosítója: HU0000189600
Tőzsdei bevezetés dátuma: 2020.04.20.
Első kereskedési nap dátuma: 2020.06.09.
Kibocsátott részvények száma: 17.944.554 db.

## Sajtómegjelenések

### 2021
- 2021.04.07 – Komoly ambíciók a Glosternél, akár duplájára is nőhet az árbevétel 2022 végéig Portfolio
- 2021.04.08 – Gloster rakéta, tőzsdenyitás, éttermi dilemmáink Millásreggeli
- 2021.04.08 – Túljegyzés alakult ki a Gloster tőkeemelésénél Portfolio
- 2021.06.02 – Extendből standard kategóriába? Mit tud a Gloster? Millásreggeli
- 2021.06.03 – Tőkét emelt a Gloster, az Erste vételre ajánlja a részvényeket Portfolio
- 2021.06.03 – Lezárult a tőkeemelés a Glosternél Portfolio
- 2021.06.15 – Állami közbeszerzésen nyert a Gloster vg.hu
- 2021.07.02 – 205 milliárd forintos közbeszerzést írtak ki, több tőzsdei cég is a nyertesek között Portfolio
- 2021.07.02 – Részvényeket szereztek a Gloster vezetői Portfolio
- 2021.07.12  – Közgyűlést tart a Gloster Portfolio
- 2021.07.19 – Milliárdos üzletet csinálhat a Gloster vg.hu
- 2021.07.22 – Közel 7 milliárd forintos közbeszerzés nyertes ajánlattevője a Gloster Portfolio
- 2021.07.22 – Felaprózza részvényeit a Gloster vg.hu
- 2021.08.01 – Ambíciózus építkezésbe kezdett a Gloster vg.hu
- 2021.08.05 – Tizedelés lesz a Gloster részvényénél Portfolio
- 2021.09.07 – 300 milliárdos közbeszerzés nyertes ajánlattevője a Gloster Portfolio
- 2021.09.10 – Nagy megrendeléshez jutott a Gloster vg.hu
- 2021.09.10 – Újabb közbeszerzésen tett nyertes ajánlatot a Gloster Portfolio
- 2021.09.10 – 264 milliárdos közbeszerzés nyertes ajánlattevője a Gloster Portfolio
- 2021.09.10 – Továbbra is vételen a Gloster az Ersténél vg.hu
- 2021.09.13 – Rekord árbevételt ért el a Gloster Nyrt. az első félévben vg.hu
- 2021.09.21 – Kedvező gyorsjelentést vár a piac a Glostertől vg.hu
- 2021.09.21 – Gloster: akkor is nyomjuk a gázt, amikor a többiek fékeznek Portfolio
- 2021.09.22 – Ralizik a Gloster a tőzsdén vg.hu
- 2021.09.22 – Remek gyorsjelentés, részvényfeldarabolás, száguld a Gloster Portfolio
- 2021.09.22 – Nagyot nőtt a Gloster, jelentősen emelkedett a bevétel és a profit Portfolio
- 2021.09.22 – Gloster, tőzsdenyitás, szentendrei borok Millásreggeli
- 2021.09.23 – Ugrásszerűen nő a Gloster rendelésállománya Portfolio
- 2021.10.04 – Kis papír, nagy hozam Millásreggeli
- 2021.10.12 – Személyi változások a Glosternél vg.hu
- 2021.10.12 – Új vezérigazgató a Gloster élén Portfolio
- 2021.10.12 – Gloster részvényeket vett a cég egyik vezére vg.hu
- 2021.10.13 – Kategóriát lépne a Gloster, részvénykibocsátást terveznek Portfolio
- 2021.10.14 – Vezető tisztségviselőket is megválaszthatnak a Gloster rendkívüli közgyűlésén vg.hu
- 2021.10.14 – Közgyűlést tart a Gloster Portfolio
- 2021.10.14 – Fontos bejelentés érkezett, elpattant a Gloster árfolyama Portfolio
- 2021.10.19 – A BMW beszállítóját veszi meg a Gloster vg.hu
- 2021.10.19 – Német piacra szolgáltató autóipari szoftverfejlesztőt vett a Gloster Portfolio
- 2021.10.19 – Szépülő Budapest, Gloster bevásárlás, Clubhouse és Netflix Millásreggeli
- 2021.10.20 – Részvényeket adott el a Gloster tanácsadója Portfolio
- 2021.10.21 – Közgyűlést tart a Gloster Portfolio
- 2021.10.25 – Sikeresen zárta a Minero IT akvizícióját a Gloster Portfolio
- 2021.10.29 – Nagy bejelentés a Glostertől vg.hu
- 2021.11.09 – 326 millió forintos tőkeemelés a Glosternél Portfolio
- 2021.11.09 – Gloster tőkeemelés, aranyköpés, hamisított márkák, hotspot Millásreggeli
- 2021.11.10 – Újabb 326 millió forintos tőkeemelés a Glosternél Millásreggeli
- 2021.11.10 – Megemelte az Erste a Gloster-részvények célárát vg.hu
- 2021.11.18 – Eladásra javasolja egy elemző a Glostert, esik a részvény Portfolio
- 2021.11.18 – Megemelte eredményvárakozását a Gloster vg.hu
- 2021.11.19 – Még az idén új, nemzetközi stratégiát tesz közzé a Gloster Portfolio
- 2021.11.19 – Rendkívüli közgyűlést tart a Gloster Portfolio
- 2021.11.26 – Részvényeket vásárolt a Gloster jogi képviselője Portfolio
- 2021.11.26 – Duplázott és regionális céggé vált a Gloster a Minero IT akvizíciójával Portfolio
- 2021.12.02 – 287 milliárd forintos közbeszerzés nyertes konzorciumi ajánlattevője a Gloster Portfolio
- 2021.12.10 – Négyszeresre emeli a tétet a Gloster vg.hu
- 2021.12.13 – Új stratégiával rukkolt elő a Gloster, komoly növekedés jöhet 2025-ig Portfolio
- 2021.12.14 – Dinamikus növekedésre készül a Gloster vg.hu
- 2021.12.14 – Az Erste felülvizsgálja a Gloster részvények célárát és ajánlását Portfolio
- 2021.12.15 – Véleményt mondott az Erste a Glosterről vg.hu
- 2021.12.15 – Gloster stratégia és immaterális javak Millásreggeli
- 2021.12.15 – Bevezeti a kereskedésbe új részvényeit a Gloster Portfolio
- 2021.12.22 – Négy év alatt négyszerezni készül a Gloster csoport: a jövő IT-szolgáltatóját építik Portfolio
- 2021.12.22 – Közzétette a Gloster, hogy mikor fizethet osztalékot Portfolio
- 2021.12.23 – Bevezeti a tőkeemelésből származó részvényeket a Gloster Portfolio
- 2021.12.23 – Rendkívüli közgyűlést tartott a Gloster Portfolio

### 2022
- 2022.01.17 – Remekel a Gloster-részvény, célárat emelt az Erste vg.hu
- 2022.01.17 – 1223 forint az Erste célára a Glosterre, az ajánlás Felhalmozás Portfolio
- 2022.01.19 – Megtízszereződött a Gloster rendelésállománya vg.hu
- 2022.01.26 – Intézményi befektetők felé nyit a Gloster vg.hu
- 2022.02.01 – Teljesítette pénzügyi kötelezettségeit a Gloster a Minero megvásárlásához Portfolio
- 2022.02.11 – Gloster HR, Whitney Houston, extrém extrémsport Millásreggeli
- 2022.03.04 – Megszólalt a Gloster az ukrajnai háborúról Portfolio
- 2022.03.22 – Rendkívüli évet zárt a Gloster vg.hu
- 2022.03.22 – Rekordok a Glosternél, nagyot nőtt tavaly a vállalat Portfolio
- 2022.03.23 – Rendkívüli évet zárt a Gloster vg.hu
- 2022.03.23 – Durva kamatemelés az MNB-től, rakétázó Gloster, Z generáció az e-kereskedelemben Millásreggeli
- 2022.03.25 – Ugrik a Gloster árfolyama Portfolio
- 2022.03.25 – Véleményt mondott az Erste a Gloster számairól Portfolio
- 2022.03.31 – Erste: tovább terjeszkedhet a Gloster vg.hu
- 2022.03.31 – Jön a Gloster közgyűlése, több érdekes napirendi ponttal Portfolio
- 2022.04.01 – Beszáll az OXO a Glosterbe vg.hu
- 2022.04.01 – Az OXO tőkét emel a Glosterben Portfolio
- 2022.04.06 – Berobbant a Gloster rendelésállománya vg.hu
- 2022.04.06 – Felhalmozásra ajánlja az Erste a Glostert Portfolio
- 2022.04.06 – Kilencszeresére nőtt a Gloster rendelésállománya Portfolio
- 2022.04.10 – Nagy a pörgés a Glosternél vg.hu
- 2022.04.11 – Nincs megállás: tovább terjeszkedik a Gloster vg.hu
- 2022.05.11 – Gloster: a hazai piac ki van éhezve egy növekedési sztorira Portfolio
- 2022.05.26 – Nemzetközi piacon jelen lévő fintech céget vett a Gloster Portfolio
- 2022.05.26 – Nagy felvásárlás a fintech piacon – huszonéves testvérpár startupját vette meg a tőzsdei cég Archiválva 2022. május 31-i dátummal a Wayback Machine-ben Forbes
- 2022.05.26 – Fintech céget vásárolt fel a Gloster Napi.hu
- 2022.05.26 – Fintech-céget vásárolt a Gloster VG.hu
- 2022.05.26 – Felhalmozásra ajánlja a Glostert az Erste az új cégvásárlás után Portfolio
- 2022.06.18 – Méretes megrendelést nyert az Auditól a Gloster (első rész) Millásreggeli
- 2022.06.18 – Méretes megrendelést nyert az Auditól a Gloster (második rész) Millásreggeli
- 2022.07.05 – Rekordon a Gloster rendelésállománya vg.hu
- 2022.07.05 – Rekordszinten a Gloster rendelésállománya Portfolio
- 2022.07.06 – Agyonvert forint, Gloster rekord, e-ügyintézés Millásreggeli
- 2022.07.07 – Már a hetedik hazai IT céget vásárolta fel a Gloster: jöhet az első külföldi Portfolio
- 2022.07.12 – Négy egyetemi nagyvárosban nyit informatikai szolgáltatóközpontot a Gloster Portfolio
- 2022.07.14 – Erste: az állami támogatás pozitív hatással járhat a Gloster megítélésére és pénzügyi helyzetére Portfolio
- 2022.07.27 – A VW és az Audi németországi szoftverbeszállítóját készül felvásárolni a Gloster Portfolio
- 2022.07.27 – A VW és az Audi németországi szoftverbeszállítóját készül felvásárolni a Gloster vg.hu
- 2022.07.28 – Erste: a külföldi vállalat akvizíciója jelentős mérföldkő a Gloster életében Portfolio
- 2022.08.04 – Nincs ok az aggodalomra a Gloster szerint vg.hu
- 2022.08.04 – Hiába a német autóipari lassulás, ez nincs hatással a Gloster projektjeire Portfolio
- 2022.09.14 – Nem kavar be a csiphiány a Gloster idei terveibe vg.hu
- 2022.09.14 – Gyorsabban növekszik a vártnál az informatikai vállalat napi.hu
- 2022.09.14 – Gloster, Térey, Bosch, Lufthansa Millásreggeli
- 2022.09.14 – Rekorderedményt ért el a Gloster – VG Podcast vg.hu
- 2022.09.14 – Rekorderedményt ért el a Gloster vg.hu
- 2022.09.14 – Nagyot nőtt a Gloster, ugrik a bevétel és a profit Portfolio
- 2022.09.14 – Szárnyal a Gloster részvénye Portfolio
- 2022.09.20 – Közel 1400 forintos célárfolyam érkezett a Gloster-papírokra vg.hu
- 2022.09.20 – Equilor: Jó úton halad a 2025-ös tervek megvalósítása felé a Gloster Portfolio
- 2022.09.20 – A chiphiány sem fogta vissza a Glostert, és a munkaerőhiányra is van tervük Portfolio
- 2022.09.28 – Befektetői napot tart a Gloster Portfolio
- 2022.10.04 – Megcélozta a 40 százalékos exportarányt a Gloster vg.hu
- 2022.10.05 – Új akvizíciós lehetőségek, új nagy megrendelések – Felülmúlhatja a várakozásokat idén a Gloster Portfolio
- 2022.10.10 – Erős nyarat zárt a Gloster vg.hu
- 2022.10.10 – Továbbra is rekordszinten a Gloster rendelésállománya Portfolio
- 2022.10.11 – Véleményt mondott az Equilor a Glosterről Portfolio
- 2022.10.11 – 37 milliárdos közbeszerzést nyert a Gloster Portfolio
- 2022.10.26 – Itt az első Xtendes cég, amelyik bekerült az árjegyzői programba Portfolio
- 2022.10.26 – Az OTP árjegyzi a Gloster részvényeit vg.hu
- 2022.11.07 – Jelentős külföldi növekedés előtt áll a Gloster vg.hu
- 2022.11.07. – Jelentős külföldi növekedés jöhet a Glosternél Portfolio
- 2022.12.08 – Német céget vásárolt a Gloster vg.hu
- 2022.12.12 – Megvan a Gloster első külföldi akvizíciója Portfolio
- 2022.12.13 – Nagyszerű évet zárhat a Gloster Portfolio
- 2022.12.13 – Pécsen, és Németországban is terjeszkedik a Gloster vg.hu
- 2022.12.13 – VG Podcast: nagybevásárláson van túl a Gloster vg.hu
- 2022.12.13 – Nem áll le a Gloster, itt az újabb felvásárlás Portfolio
- 2022.12.14 – Pro Urbe Budapest, Járókelő, Gloster Millásreggeli
- 2022.12.14 – Nem áll le a Gloster! Újabb két akvizíción van túl a cég Millásreggeli
- 2022.12.16 – Gloster-vezér: erre a piacra csak bevásárolni tudod magad Portfolio
- 2022.12.20 – Gloster: a tőzsdei sikersztorit nem itthon kell keresni Portfolio
- 2022.12.28 – Szervezeti változásokat jelentett be a Gloster Portfolio

### 2023
- 2023.01.18 – Másfél milliárdos csúcson a Gloster nyitott rendelésállománya Portfolio
- 2023.01.18 – Rendeléscsúccsal kezdte az évet a Gloster vg.hu
- 2023.01.20 – Gloster: biztosan jobb év vár a hazai hardverpiacra vg.hu